# Нельсон-тауэр
Не́льсон-та́уэр (англ. Nelson Tower) — 171-метровый 46-этажный небоскрёб, расположенный по адресу Седьмая авеню, д. 450, на Манхэттене. Построен в 1931 году и стал самым высоким зданием в Швейном квартале. Здание было возведено по проекту архитектора Г. Крейга Северанса (англ.) на средства нью-йоркского предпринимателя Джулиуса Нельсона.
Небоскрёб в стиле ар-деко имеет прямоугольное основание, его фасад имеет несколько уступов. Фасады выполнены из коричневого камня и сверху окаймлены белым камнем. Вершина башни сделана полностью из белого камня. Кверху она несколько сужается. 
Среди наиболее крупных современных арендаторов — Kenzer Corporation.